# Lugubre Gondole

La Lugubre Gondole (Die Trauergondel, S.200) est une pièce pour piano seul composé par Franz Liszt pendant l'hiver 1882-1883. Il en existe deux versions, de 4 minutes et 7 minutes.

## Présentation

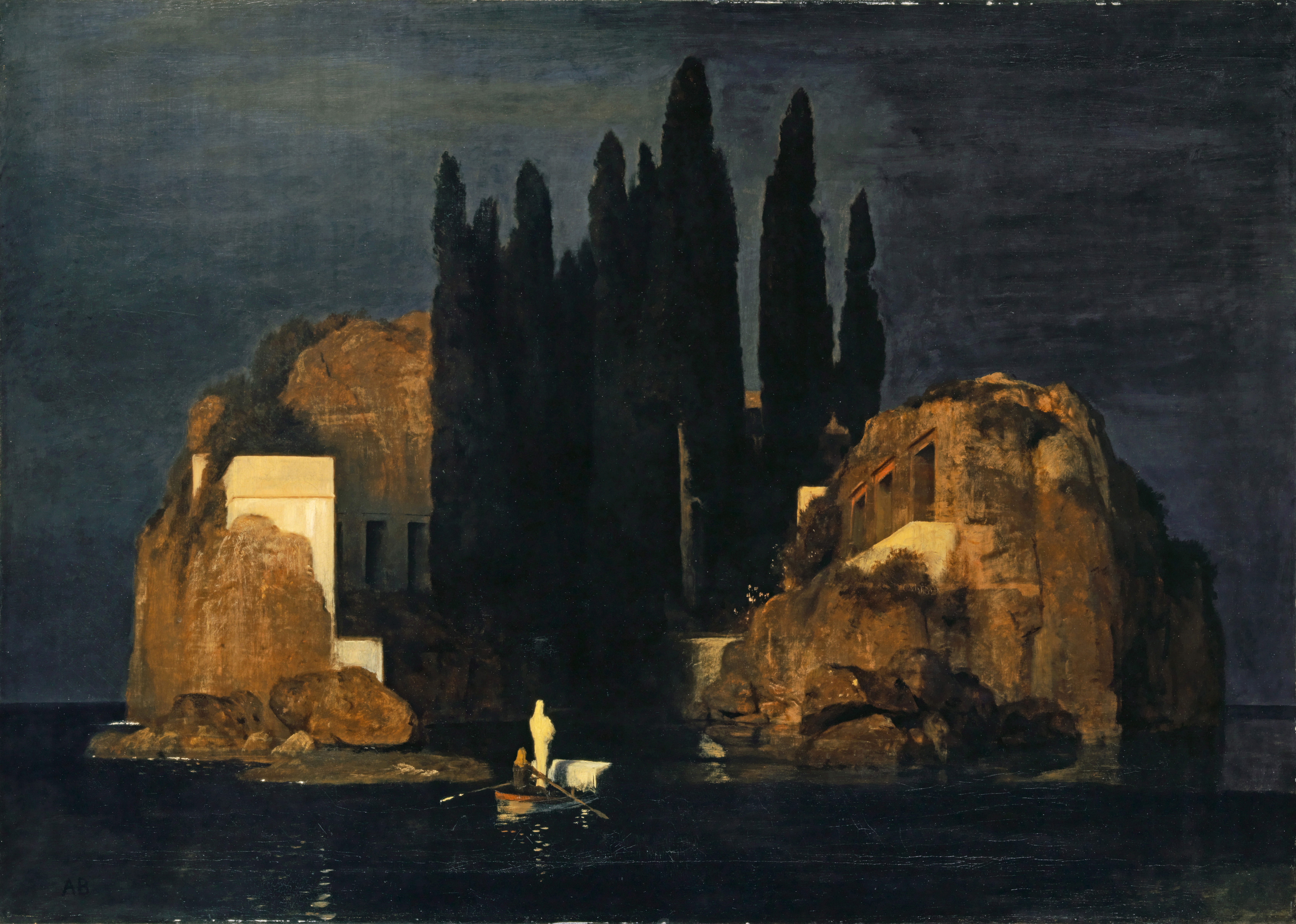
L'Île des morts, première version, 1880.
Kunstmuseum (Bâle). Huile sur toile,.

L'œuvre a été conçue peu de temps, quelques mois avant la mort de Richard Wagner, à Venise où Liszt s'était installé pendant l'hiver 1882-1883. Bien que l'on explique le titre par la présence de Liszt à Venise, ce dernier a composé la partition après avoir été impressionné par la série de tableaux commencée à partir de 1880 L'Île des morts de Böcklin.  Caractéristique des dernières œuvres pour piano du compositeur, François-René Tranchefort y voit un « terrible pressentiment, exprimé par cette musique — étrange élégie d'une éloquence erratique, emplie de chromatismes et qu'aucune assise tonale ne paraît plus soutenir ».